# Nausithoe punctata
Nausithoe punctata is een schijfkwal uit de familie Nausithoidae. De kwal komt uit het geslacht Nausithoe. Nausithoe punctata werd in 1853 voor het eerst wetenschappelijk beschreven door Kölliker. 